# Kościół świętych Apostołów Piotra i Pawła w Trzciannem
Kościół pw. Świętych Apostołów Piotra i Pawła w Trzciannem – rzymskokatolicki kościół parafialny we wsi gminnej Trzcianne, w województwie podlaskim. Należy do dekanatu Mońki archidiecezji białostockiej.

## Historia
Obecna trzynawowa, murowana świątynia została wzniesiona w stylu klasycystycznym w 1846 roku. Został zbudowany nowy ołtarz główny, a dwa boczne zostały przeniesione z wcześniejszego, drewnianego kościoła. Budowla została konsekrowana w 1860 roku przez biskupa wileńskiego Adama Krasińskiego. 
W latach 1949–1950 Kościół został rozbudowany staraniem księdza Stanisława Szczemirskiego. Rozbudowa polegała na dodaniu po bokach pomieszczeń przypominających ramiona transeptu (obszernych kaplic). Dzięki temu powierzchnia świątyni zwiększyła się o 180 m². 
W 1992 roku został przeprowadzony generalny remont budowli. Prace polegały na odnowieniu elewacji kościoła, usunięciu starych tynków i położeniu nowych, wykonaniu chodnika wokół budowli, odnowieniu ogrodzenia kamiennego, zainstalowaniu elektromagnetycznego systemu włączania dzwonów oraz założeniu nowego nagłośnienia.